# Polybotrya attenuata
Polybotrya attenuata är en träjonväxtart som beskrevs av Robbin C. Moran. Polybotrya attenuata ingår i släktet Polybotrya och familjen Dryopteridaceae. Inga underarter finns listade.